# Joan Roca
Juan Roca i Fontané (Gerona, 11 de febrero de 1964) es un cocinero y chef español del restaurante El Celler de Can Roca. Roca es considerado uno de los mejores chefs del mundo.

## Trayectoria
Aunque se formó académicamente en la Escola d’Hosteleria de Girona, donde algunos años más tarde ejercería como profesor, su vocación culinaria empezó a forjarse en Can Roca, el restaurante familiar regentado por sus padres. Allí creció y entró por primera vez en contacto con la cocina. En la actualidad dirige su propio proyecto de restaurante, El Celler de Can Roca, que en 2017 cumple sus 30 años de vida.
La actividad creativa culinaria de la tríada Roca,  su vibrante sentido de la  hospitalidad heredados de las generaciones pasadas, y la especial conexión fraternal de la cocina, el vino y el mundo dulce, catapultaron al restaurante a la primera posición en The World’s 50 Best Restaurants en los años 2013 y 2015.
La suya es una cocina libre que sublima y respeta el sabor genuino con la aplicación de la técnica precisa. Para ello armoniza tradición y modernidad en la dosis perfecta, buscando en el equilibrio un viaje emocional para el comensal. Con su equipo, y desde La Masia (I+R), la investigación, la innovación, la formación y la creatividad siguen el curso paralelo y continuo de la actividad del restaurante.
A través de una visión transversal del proceso de creación culinaria, sus platos dialogan a la vez con la ciencia y tradición, la tecnología y la sensibilidad, el producto y la antropología sensorial.
Probablemente sus aportaciones en la cocción controlada al vacío y a baja temperatura han transformado la manera de ver la cocina inmediata del siglo XXI. Su generosa vocación formadora le ha llevado a enseñar cocina como docente durante más de 20 años, ser reconocido como doctor honoris causa por la Universidad de Girona y a colaborar en distintos programas universitarios como el curso Science & Cooking de Harvard. En 2015, recibió la invitación del World Economic Forum para formar parte de su consejo de líderes culturales y es junto a sus hermanos embajador de los Programas de Desarrollo Sostenible de Naciones Unidas.

## Reconocimientos
- El 2000 Joan Roca es el Cocinero del Año según la Academia Española de Gastronomía.
- El 2002 recibe la segunda estrella Michelín.
- El 2009 recibe la tercera estrella Michelín[2] y el reconocimiento como el quinto mejor restaurante del mundo según la revista The Restaurant Magazine
- 2010: Doctor honoris causa de la Universidad de Gerona.[3]
- 2011: es votado por aproximadamente mil periodistas del sector como uno de los 20 cocineros más influyentes del mundo.[1]
- 2013: El Celler de Can Roca es escogido como primer mejor restaurante del mundo por la revista británica The Restaurant Magazine[4]
- 2015: El Celler de Can Roca vuelve a ser escogido como primer mejor restaurante del mundo[5]

## Publicaciones
- La cocina al vacío, de Joan Roca y Salvador Brugués.
- Les recetas catalanas de toda la vida, de Joan Roca y su madre, Montserrat Fontané
- La cocina de mi madre, de Joan Roca.
- Diez menús para un concierto, de Joan Roca.
- CCR, de Joan Roca.